# Коломбјер (Шер)
Коломбјер (фр. Colombiers) насеље је и општина у централној Француској у региону Центар (регион), у департману Шер која припада префектури Сент Аман Монрон.
По подацима из 2011. године у општини је живело 405 становника, а густина насељености је износила 42,59 становника/km². Општина се простире на површини од 9,51 km². Налази се на средњој надморској висини од 170 метара (максималној 210 m, а минималној 153 m).

## Демографија
| 1962. | 1968. | 1975. | 1982. | 1990. | 1999. | 2011. |
| ----- | ----- | ----- | ----- | ----- | ----- | ----- |
| 255   | 258   | 227   | 260   | 320   | 356   | 405   |

График промене броја становника у току последњих година